# Stan Meads
Stanley Thomas Meads (* 12. Juli 1938 in Arapuni, King Country, Neuseeland) ist ein ehemaliger neuseeländischer Rugby-Union-Spieler auf der Position des Zweite-Reihe-Stürmers, Positionen im Rugby Union#6 und 7 Flügelstürmer und der Nummer Acht sowie der jüngere Bruder der neuseeländischen Rugbylegende Colin Meads.

## Biografie
Stan Meads ging auf die Highschool von Te Kūiti zur Schule und trat dort, wie auch sein Bruder, dem örtlichen Rugbyverein Waitete RFC bei. Beide verbrachten ihre gesamte Rugbykarriere bei diesem kleinen Club. 1957 wurde er erstmals in die Auswahlmannschaft der King Country RFU berufen. 1960 und 1961 folgte jeweils die Nominierung für die Auswahl der Nordinsel.
Aufgrund seiner Leistungen debütierte er 1961 für die neuseeländische Nationalmannschaft (All Blacks) im ersten von drei Länderspielen gegen die in Neuseeland tourende französische Nationalmannschaft. Dieses Spiel gewannen die All Blacks, wie auch die beiden folgenden, in denen Meads aber nicht auflief. Sein Debüt war das erste von elf gemeinsamen Länderspielen mit seinem Bruder Colin.
Im folgenden Jahr tourte Meads mit den All Blacks in Australien, wo er jedoch in keinem der zwei Länderspiele auflief, sondern nur gegen australische Provinz- und Vereinsauswahlen antrat. Noch im gleichen Jahr stattete die australische Nationalmannschaft (Wallabies) den Neuseeländern einen Rückbesuch ab. Hier lief Meads in zwei der drei Länderspiele auf, die beide gewonnen wurden. Somit konnten die All Blacks den Bledisloe Cup 1962 erfolgreich verteidigen.
1963 und 1964 wurde er von Verletzungen geplagt. Trotzdem schaffte er es in den Kader der All Blacks für ihre Tour nach Europa und Nordamerika, spielte dort aber nur in neun Spielen. Darunter war ein einziges Länderspiel gegen die irische Nationalmannschaft. Bei der erneuten Verteidigung des Bledisloe Cups 1964 war er jedoch zusammen mit seinem Bruder wieder ein Stammspieler in der Nationalmannschaft.
Als die südafrikanische Nationalmannschaft (Springboks) im Jahr 1965 eine Tour in Neuseeland unternahm, spielte Meads in allen vier Länderspielen, von denen die All Blacks drei gewannen und eines verloren. Ein Jahr später lief er ebenfalls in allen vier Länderspielen gegen die in Neuseeland tourenden British and Irish Lions auf. Diesmal gewannen die All Blacks alle Spiele. Außerdem gelang es ihm und seinem Bruder auch mit der gemeinsamen Auswahl der Verbände King Country RFU und Wanganui RFU überraschend gegen die Lions zu gewinnen.
Nach diesen Erfolgen trat er noch 1966 mit nur 28 Jahren vom aktiven Rugbysport zurück, da er eine große Schaffarm nahe Te Kūiti übernommen hatte, und das Rugbyspielen nicht mehr mit der Arbeit vereinbar war. Danach blieb er dem Rugby jedoch weiterhin verbunden. So fungierte er von 1994 bis 1996 als Cheftrainer von King Country.